# Amy Chow
Amy Yuen Yee Chow (周婉儀T; San Jose, 15 maggio 1978) è un'ex ginnasta statunitense.
Era membro delle "Magnifiche Sette", il primo team statunitense ad aver vinto l'oro olimpico di ginnastica artistica al concorso a squadre. Chow è anche la prima donna statunitense di origini asiatiche ad aver vinto una medaglia olimpica nel suo sport. Era allenata da Mark Young.